# Nguyễn Trọng Đại
Nguyễn Trọng Đại (sinh ngày 7 tháng 4 năm 1997) là một cầu thủ bóng đá chuyên nghiệp người Việt Nam thi đấu ở vị trí tiền vệ. Hiện anh là cầu thủ tự do.

## Sự nghiệp

### Câu lạc bộ
Trọng Đại trưởng thành từ lò đào tạo trẻ của Viettel. Anh khoác áo đội một của Viettel từ năm 2015.
Sáng ngày 18 tháng 6 năm 2022, Viettel đã nói lời chia tay với Trọng Đại. Ngày 21 tháng 6, Hồng Lĩnh Hà Tĩnh thông báo chính thức chiêu mộ Trọng Đại.
Năm 2023 Trọng Đại đầu quân cho Hải Phòng. Tuy nhiên anh chỉ ra sân 2 trận với thời gian 30 phút trong màu áo Hải Phòng. Vì vậy đến hết mùa bóng 2023-24, Hải Phòng không ký tiếp với Trọng Đại. Anh trở thành cầu thủ tự do.

### Đội tuyển
Năm 2015, Trọng Đại có lần đầu tiên được triệu tập lên U-23 Việt Nam để chuẩn bị cho vòng chung kết U23 châu Á 2016. Trọng Đại nổi bật trong lứa cầu thủ sinh năm 1997 và có những thời điểm anh được đánh giá là xuất sắc nhất lứa này.
Trọng Đại là đội trưởng đội U-20 Việt Nam lọt vào vòng chung kết Giải vô địch bóng đá U-20 thế giới 2017. Tuy nhiên trước vòng chung kết anh bị tước băng thủ quân vì có vấn đề về tư tưởng và lối sống, theo giải thích của huấn luyện viên trưởng Hoàng Anh Tuấn.
Trọng Đại có tên trong đội tuyển U-23 Việt Nam tham dự vòng chung kết Giải vô địch bóng đá U-23 châu Á 2018. Đội giành ngôi á quân nhưng anh không ra sân trận nào.
Kể từ đó Trọng Đại không còn khoác áo các tuyển trẻ Việt Nam. Anh không được triệu tập ở SEA Games 30 và bị loại phút chót khi tuyển gút danh sách tham dự Giải vô địch bóng đá U-23 châu Á 2020.

## Danh hiệu

### Câu lạc bộ
Viettel
- Vô địch V-League 1: 2020
- Vô địch V-League 2: 2018

### Đội tuyển

#### U-19 Việt Nam
- Á quân Giải vô địch bóng đá U19 Đông Nam Á: 2015
- Vô địch Giải U-19 KBZ Bank Cup 2016[9]

#### U-21 Việt Nam
- Hạng ba National Cup 2016

#### U-23 Việt Nam
- Á quân Giải vô địch bóng đá U-23 châu Á: 2018